# Aphorma bagnalli
Aphorma bagnalli är en insektsart som först beskrevs av Robert Malcolm Laing 1929.  Aphorma bagnalli ingår i släktet Aphorma och familjen rundbladloppor. Inga underarter finns listade i Catalogue of Life.